# Gupti

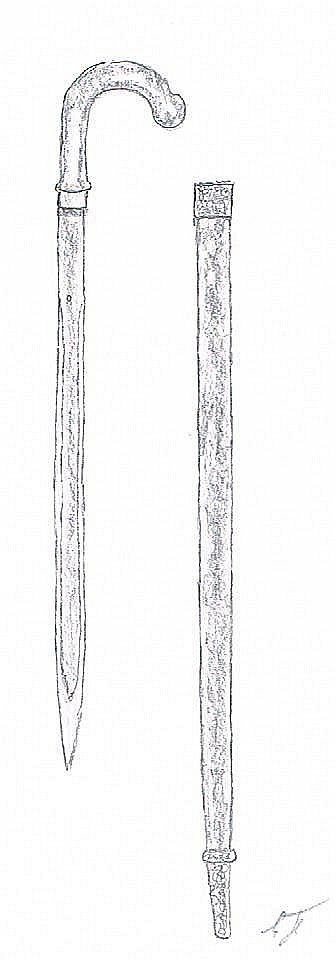
Rysunek gupti

Gupti – indyjska broń kolna, rodzaj laski z ukrytym ostrzem, podobnej do lasek europejskich (czasami wykonywana z europejskich głowni). Od europejskich odpowiedników mogła różnić się szerszym i krótszym ostrzem, czasem wkręcanym w pochwę-laskę, co znacząco utrudniało szybkie użycie. Pochwy wykonywano czasem z żelaza.
Laski takie były popularne zwłaszcza w środkowych i północnych Indiach.